# Macolor macularis
Vivaneau minuit
Espèce
Macolor macularis, le Vivaneau minuit, est une espèce de poissons marins de la famille des Lutjanidae.

## Systématique
L'espèce Macolor macularis a été décrite en 1931 par le zoologiste Henry Weed Fowler (1878-1965).

## Répartition
Macolor macularis se rencontre dans le Pacifique ouest, depuis l'archipel Ryūkyū jusqu'à l'Australie et la Mélanésie. Sa répartition est peut-être plus importante encore mais cette espèce est parfois confondue dans la littérature Macolor niger.
C'est une espèce marine de récifs qui est présente entre 3 et 90 m de profondeur.

## Description
Macolor macularis peut mesurer jusqu'à 60 cm.